# Leo Genn
Leopold John Genn (9 de agosto de 1905 – 26 de janeiro de 1978) foi um ator e barrister inglês. Distinguido por seu charme descontraído e voz suave de "veludo preto", ele teve uma longa carreira no teatro, cinema, televisão e rádio; muitas vezes desempenhando papéis aristocráticos ou cavalheirescos e sofisticados.
Nascido em uma família judia em Londres, Genn foi educado como advogado e exerceu a profissão de barrister até depois da Segunda Guerra Mundial, na qual serviu na Royal Artillery como tenente-coronel. Ele começou sua carreira de ator no Old Vic e fez sua estreia no cinema em 1935, estrelando um total de 85 papéis no cinema até sua morte em 1978. Por sua interpretação de Petrônio no épico de Hollywood de 1951 Quo Vadis, ele recebeu uma indicação ao Oscar de Melhor Ator Coadjuvante.

## Juventude e família
Genn nasceu em 144 Kyverdale Road, Stamford Hill, Hackney, Londres, filho de pais judeus Woolfe (William) Genn e Rachel Genn (nascida Asserson).
Genn frequentou a City of London School, tendo obtido bolsas de estudo em clássicos e matemática, e estudou direito no St Catharine's College, em Cambridge, onde se tornou capitão dos times de futebol e tênis. Ele passou a estudar no Middle Temple, qualificando-se como barrister em 1928. Ele finalmente deixou de exercer a advocacia depois de servir como promotor assistente nos Julgamentos de Guerra de Belsen.

## Carreira

### Carreira teatral
Genn originalmente começou a atuar, com os Berkley Players (anexos à Sinagoga de West London), a fim de aumentar suas chances de encontrar clientes em potencial para seu trabalho jurídico. O ator/empresário Leon Lion viu Genn atuar e lhe ofereceu um contrato. A estreia teatral de Genn foi em 1930 em A Marriage has been Disarranged no Devonshire Park Theatre, Eastbourne e depois no Royalty Theatre em Dean Street, Londres. Lion o contratou simultaneamente como ator e advogado. Em 1933 ele apareceu em Ballerina de Rodney Ackland. Entre setembro de 1934 e março de 1936, Leo Genn foi membro da Old Vic Company, onde apareceu em muitas produções de Shakespeare. Em 1934 ele apareceu em Clive of India, de R. J. Minney.
Em 1937 ele foi Horatio na produção de Hamlet de Tyrone Guthrie, com Laurence Olivier como Hamlet, em Elsinore, Dinamarca. Em 1938, Genn apareceu no sucesso teatral The Flashing Stream, de Charles Langbridge Morgan, e foi com o show para a América e a Broadway. Suas muitas outras apresentações no palco incluíram Another Part of the Forest, de Lillian Hellman, 12 Angry Men, The Devil's Advocate e The Sacred Flame, de Somerset Maugham.
Em 1959, Genn fez uma leitura na Catedral de Chichester. Em 1974, foi lançada uma gravação de O Livro da Selva com Genn como narrador e Miklós Rózsa regendo a Orquestra Sinfônica de Frankenland com a música do filme.

### Carreira cinematográfica
O primeiro papel de Genn no cinema foi como Shylock em Immortal Gentleman (1935), uma biografia de Shakespeare. Douglas Fairbanks Jr. contratou Genn como consultor técnico do filme Accused (1936). Posteriormente, ele recebeu um pequeno papel no filme com a força de uma "voz e presença esplêndidas". Genn recebeu outro pequeno papel em The Drum (1938), de Alexander Korda, e foi o jovem que dançou com Eliza Doolittle no baile da duquesa em Pygmalion, filme rodado no mesmo ano, embora não tenha sido creditado.

### Serviço de guerra

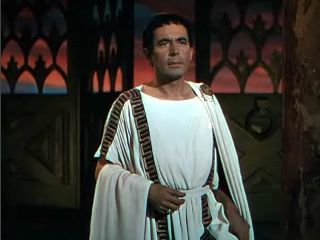
Captura de tela de Leo Genn do trailer do filme Quo Vadis

Com a guerra se aproximando, Genn ingressou na Reserva de Emergência dos Oficiais em 1938. Ele foi comissionado na Royal Artillery em 6 de julho de 1940 e foi promovido a tenente-coronel em 1943. Em 1944, o ator recebeu licença oficial para aparece como Charles I d'Albret, o Condestável da França, em Henrique V, de Laurence Olivier.
Genn foi premiado com a Croix de Guerre em 1945. Ele fez parte da unidade britânica que investigou crimes de guerra no campo de concentração de Belsen e mais tarde foi promotor assistente nos julgamentos de crimes de guerra de Belsen em Luneburgo, Alemanha.

### Pós-guerra
Ele esteve em Green for Danger (1946) e The Snake Pit (1948). Ele foi um dos dois atores principais de The Wooden Horse em 1950. Após seu sucesso indicado ao Oscar como Petrônio em Quo Vadis (1951), ele apareceu em Moby Dick (1956), de John Huston. Genn também apareceu em alguns filmes americanos, como The Girls of Pleasure Island e Plymouth Adventure (1952), um tratamento ficcional do desembarque dos peregrinos em Plymouth Rock. Mais tarde, ele estrelou ao lado de Gene Tierney no filme britânico Personal Affair (1953).
Ele interpretou o Major Michael Pemberton em Era Notte a Roma (1960), de Roberto Rossellini. Genn narrou os programas de coroação de 1937 e 1953, o Programa Memorial do Rei Jorge VI em 1952 e a abertura cerimonial das Nações Unidas (nos EUA) em 1947.
Genn foi governador do Mermaid Theatre e curador do Yvonne Arnaud Theatre . Ele também foi membro do conselho do Arts Educational Trust. Ele foi nomeado professor visitante ilustre de artes teatrais, Universidade Estadual da Pensilvânia, 1968 e professor visitante de teatro, Universidade de Utah, 1969.

## Vida pessoal e morte
Em 14 de maio de 1933, Genn casou-se com Marguerite van Praag (1908–1978), diretora de elenco do Ealing Studios. Eles não tiveram filhos.
Genn morreu em Londres em 26 de janeiro de 1978. A causa imediata da morte foi um ataque cardíaco, causado por complicações de pneumonia. Ele está enterrado no cemitério de Etretat, Sena Marítimo, França.
2023 Um marco histórico para Leo Genn foi colocado no prédio em que ele nasceu pela Sociedade Judaica Americana para Preservação Histórica, filial do Reino Unido e AJEX.

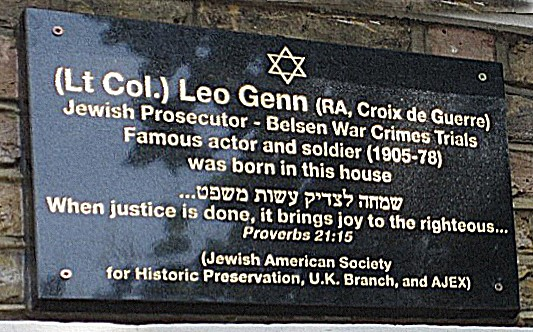
Oficial militar Leo Genn, promotor dos Julgamentos de Guerra de Belsen, famoso ator de cinema britânico.

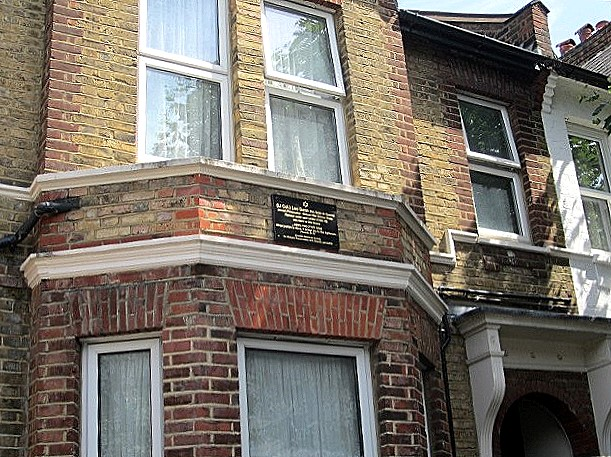
Leo Genn marca a casa onde nasceu.

O texto diz:
"(Lt Col.) Leo Genn, RA, Croix de Guerre
Promotor Judeu - Julgamentos de Crimes de Guerra em Bergen Belsen
O famoso ator e soldado (1905-78) nasceu nesta casa
“Quando a justiça é feita, traz alegria ao justo...” Provérbios 21:15
Sociedade Judaica Americana para Preservação Histórica, Filial do Reino Unido e AJEX".

## Filmografia selecionada
- 1935: Immortal Gentleman como Comerciante / Shylock
- 1936: The Dream Doctor como Marido
- 1936: Rhodes of Africa como Narrador (voz, sem créditos)
- 1936: Accused como Homem (sem créditos)
- 1937: The Cavalier of the Streets como Procurador-Geral
- 1937: Jump for Glory como promotor público
- 1937: The Rat como Conselho de Defesa
- 1938: Pygmalion como Príncipe (sem créditos)
- 1938: The Drum como Abdul Fakir (sem créditos)
- 1938: Kate Plus Ten como Dr. Gurdon
- 1938: Dangerous Medicine como Murdoch
- 1940: Contraband como Primeiro Irmão Grimm
- 1940: Ten Days in Paris como Lanson
- 1940: The Girl in the News como promotor (sem créditos)
- 1940: Law and Disorder como Outro Agente
- 1942: The Young Mr. Pitt como Danton (sem créditos)
- 1943: The Bells Go Down como narrador fora da tela (sem créditos)
- 1944: The Way Ahead como Capitão Edwards
- 1944: Tunisian Victory como Narrador (voz)
- 1944: The Return of the Vikings como Narrador (voz)
- 1944: Henrique V como Charles I d'Albret, o condestável da França
- 1945: César e Cleópatra como Bel Affris
- 1947: Green for Danger como Sr. Eden
- 1947: Mourning Becomes Electra como Adam Brant
- 1948: The Velvet Touch como Michael Morrell
- 1948: London Belongs to Me como narrador, introdução (sem créditos)
- 1948: The Snake Pit como Dr. Mark Kik
- 1950: No Place for Jennifer como William Bailey
- 1950: Documentário I Went Back com Leo Genn e como narrador
- 1950: The Wooden Horse como Peter
- 1950: The Miniver Story como Steve Brunswick
- 1951: Quo Vadis como Petrônio
- 1951: The Magic Box como médico
- 1952: 24 Hours of a Woman's Life como Robert Stirling
- 1952: Plymouth Adventure como William Bradford
- 1953: The Coronation Ceremony, documentário como Narrador
- 1953: Elizabeth Is Queen, documentário sobre a coroação como narrador
- 1953: The Girls of Pleasure Island como Roger Halyard
- 1953: The Red Beret como Major Snow
- 1953: Personal Affair como Stephen Barlow
- 1954: The Green Scarf como Rodelec
- 1955: Chantage como Lionel Kendall
- 1955: Lady Chatterley's Lover como Sir Clifford Chatterley
- 1956: Moby Dick como Starbuck
- 1956: Beyond Mombasa como Ralph Hoyt
- 1957: The Steel Bayonet como Maj. Alan Gerrard
- 1958: Documentário Lambeth 1958 dirigido por Raymond Kinsey, narrado por Leo Genn
- 1958: I Accuse! como Maj. Piquart
- 1958: No Time to Die como Sgt. Kendall
- 1960: Too Hot to Handle como Johnny Solo
- 1960: Era Notte a Roma como major britânico Michael Pemberton
- 1962: The Longest Day como Major-General Hollander no SHAEF
- 1962  Nothing to Eat (But Food) (narrador, documentário)
- 1963: 55 Dias em Pequim como Gen. Jung-Lu
- 1964: The Delhi Way (narrador, documentário)
- 1964: The Secret of Dr. Mabuse como Almirante Quency
- 1965: Ten Little Indians como General Mandrake
- 1966: Circus of Fear como Elliott
- 1966: Khartoum como Narrador (sem créditos)
- 1970: The Bloody Judge como Lorde Wessex
- 1970: Connecting Rooms como Dr. Norman
- 1971: National Trust como Narrador
- 1971: Una lucertola con la pelle di donna como Edmond Brighton
- 1971: Die Screaming, Marianne como o Juiz
- 1972: Endless Night como psiquiatra (sem créditos)
- 1973: Le Silencieux como Chefe do M.I.5
- 1973: The Mackintosh Man como Rollins (sem créditos)
- 1974: Frightmare como Dr. Lytell
- 1974: Sie sind frei, Dr. Korczak como Janusz Korczak (última aparição no cinema)

### Televisão
- 1955 Omnibus: "Herod"
- 1955 Screen Director's Playhouse: "Titanic Incident"
- 1960 Mrs. Miniver com Maureen O'Hara como Sra. Miniver e Leo Genn como Clem Miniver, CBS
- 1961 The Defenders
- 1961 The Jack Paar Show, (ele mesmo)
- 1961 The Life of Adolf Hitler escrito e dirigido por Paul Rotha, comentário de Leo Genn e Marius Goring
- 1962 The Unseen Valley dirigido por Stephen Peet, Royal Commonwealth Society for the Blind, BBC
- 1962 An Act of Faith, um documentário da BBC sobre a Coventry Cathedral, narrado por Leo Genn
- 1963 Bob Hope Presents The Chrysler Theatre: "Commander Tony Gardiner"
- 1963 The Merv Griffin Show, (ele mesmo)
- 1964 "The Thirty Days of Gavin Heath", um episódio de The Virginian, Leo Genn como Gavin Heath
- 1965 The Cat's Cradle de Hugo Charteris, uma parcela de The Wednesday Play, BBC Television
- 1967 Saint Joan
- 1969 Strange Report
- 1969  The Expert
- 1970 Howards End (com Glenda Jackson), uma edição da Play of the Month BBC Television
- 1971 The Persuaders! "The Long Goodbye"
- 1973 The Movie Quiz
- 1973 Jackanory, narrando em três episódios
- 1974 The Zoo Gang